# Tatooine
Tatooine este o planetă fictivă din universul Războiul stelelor, fiind locul unde se desfășoară numeroase scene din seria de filme. Apare în toate filmele Războiul stelelor, mai puțin în Episodul V: Imperiul contraatacă, deși este menționată la sfârșitul filmului. Deoarece este planeta-mamă a lui Anakin Skywalker și Luke Skywalker, este una dintre cele mai iconice planete din universul Războiul stelelor.